# Cyanure de calcium
Le cyanure de calcium, également connu sous le nom de cyanure noir, est un composé inorganique de formule Ca (CN)2 . C'est un solide blanc, bien qu'il soit rarement observé sous forme pure. Les échantillons commerciaux peuvent être gris noir. Il s'hydrolyse facilement (même dans l'air humide) pour libérer du cyanure d'hydrogène. Comme d'autres cyanures, il est très toxique.

## Préparation
Le cyanure de calcium peut être préparé en traitant l'oxyde de calcium en poudre avec de l'acide cyanhydrique anhydre bouillant en présence d'un accélérateur tel que l'ammoniac ou l'eau afin de minimiser la perte d'acide cyanhydrique par polymérisation.
CaO + HCN → Ca(CN)2
Il peut également être préparé en faisant réagir de l'acide cyanhydrique liquide avec du carbure de calcium.
2 HCN + CaC2 → Ca(CN)2 + C2H2
Alternativement, le cyanure de calcium peut être préparé en faisant réagir de l'acide cyanhydrique avec de la chaux vive (CaO) à des températures d'environ 400 ° C.
2 HCN +CaO → Ca(CN)2 +H2O
À des températures plus élevées, environ 600 ° C, on obtient de la  cyanimide de calcium : (CaNCN)
Le matériau préparé est souvent contaminé par des dérivés polymères du cyanure d'hydrogène, d'où la couleur noire.

## Réactivité
Le cyanure de calcium s'hydrolyse facilement pour former du cyanure d'hydrogène gazeux. La présence d'acide accélère le dégagement de cyanure d'hydrogène gazeux.
Ca(CN)2 + H2O → 2 HCN + CaO
Il est réactif vis-à-vis des agents oxydants. Le cyanure de calcium est également parfois utilisé pour produire du cyanure d'ammonium en le faisant réagir avec du carbonate d'ammonium.
Ca (CN) 2 + (NH 4) 2CO3 → 2 NH 4CN + CaCO3

## Les usages
Le cyanure de calcium est utilisé presque exclusivement dans l'industrie minière. Il sert de source bon marché de cyanure dans de nombreuses opérations de lixiviation  pour obtenir des métaux précieux tels que l'or et l'argent de leurs minerais. Pour ce faire, il forme des complexes de coordination avec les métaux qui les séparent des minerais . Il est distribué sous forme de flocons solides ou sous forme liquide. La haute toxicité du cyanure de calcium au toucher, à l'inhalation ou à l'ingestion le rend utile comme rodenticide. Sa toxicité a également été exploitée comme insecticide . Cependant, sa toxicité élevée le rend défavorable dans de nombreux cas et souvent d'autres produits chimiques moins dommageables sont utilisés à sa place. Il est également utilisé dans la fabrication de cyanure d'hydrogène, de cyanure d'ammonium et de ferrocyanures.

## Sécurité
Comme d'autres sels de cyanure, ce composé est hautement toxique et son utilisation est strictement réglementée.